# Xã Nutley, Quận Day, Nam Dakota
Xã Nutley (tiếng Anh: Nutley Township) là một xã thuộc quận Day, tiểu bang Nam Dakota, Hoa Kỳ. Năm 2010, dân số của xã này là 70 người.